# Charles Peter Wroth
Charles Peter Wroth, meist zitiert C. P. Wroth, (* 1929; † 3. Februar 1991) war ein britischer Geotechniker.

## Leben
Wroth studierte Bauingenieurwesen an der Universität Cambridge (Emmanuel College). Nach seinem Militärdienst bei der Artillerie und einer Zeit als Schullehrer setzte er sein Studium als Forschungsstudent bei Kenneth Harry Roscoe fort, bei dem er 1958 promoviert wurde (The behaviour of soils and other granular media when subjected to shear). Mit Roscoe und Andrew Noel Schofield legte er in einem Aufsatz 1958 die Grundlagen der Critical State Soil Mechanics. Danach war er Bauingenieur bei Mansell and Partners (wobei er unter anderem den Bau der Spannbeton-Hochstraße Hammersmith Flyover in West-London beaufsichtigte). Ab 1961 war er wieder in Cambridge als Lecturer und Fellow des Churchill College. Nach dem Tod von Roscoe leitete er die bodenmechanische Forschungsgruppe in Cambridge von 1970 bis zur Berufung von Schofield 1974 auf die Professur. 1975 wurde er Reader in Bodenmechanik. 1978 wurde er Professor an der Universität Oxford und Fellow des Brasenose College. Zuletzt war er dort Vorstand der Fakultät für Ingenieurwissenschaften. 1990 kehrte er wieder nach Cambridge zurück als Master seines alten Colleges, starb aber kurz darauf.
Mit Schofield schrieb er das 1968 veröffentlichte Monographie Critical State Soil Mechanics (McGraw Hill). Er entwickelte auch Feld-Messgeräte für in situ Tests (wie das Self boring Pressuremeter) als Teil seiner Bestrebungen, stets so realistische Versuchsbedingungen und Messverfahren wie möglich sicherzustellen. Er äußerte sich dazu 1984 in seiner Rankine Lecture und 1985 schrieb er mit Guy T. Houlsby einen Übersichtsartikel, in dem sie sich skeptisch darüber zeigten, dass die gängigen Messverfahren der Bodenmechanik die für komplexe Modellierungen der Böden nötigen Parameter liefern könnten.
Er war zweimal verheiratet, aus seiner ersten Ehe (seit 1954) hatte er vier Kinder. Während seines Studiums (das er mit Bestnoten abschloss) tat er sich auch sportlich hervor und spielte auch international Hockey für Wales.